# Chororó-negro
Formigueiro-escuro, chororó-negro-amazónico chororó-negro (Cercomacroides nigrescens) é uma espécie de ave da família Thamnophilidae.
Pode ser encontrada nos seguintes países: Bolívia, Brasil, Colômbia, Equador, Guiana Francesa, Peru e Suriname.
Os seus habitats naturais são: florestas subtropicais ou tropicais húmidas de baixa altitude, regiões subtropicais ou tropicais húmidas de alta altitude e florestas secundárias altamente degradadas.